# Дарк-кибер
Дарк-кибер (англ. dark cyber), также дарк-кибергот (англ. dark cybergoth), неокибер (англ. neo-cyber), некро-кибергот, постапокалипс-кибер, некрон — субкультура, зародившаяся в конце 1990-х, впитавшая в себя основы течений риветхед, кибер-готов, готики. Культура является андеграундной и малочисленной.

## История субкультуры
Дарк-кибер (дарк-киберготы) — индустриальная cубкультура появилась примерно в начале 90-х годов прошлого века. Дарк-кибер, хоть и являются гибридом трех основных указанных выше направлений субкультур, однако, обладают своим эстетически — культурным пластом. Развитие индустриальной музыки и возникновение индустриальных субкультур привело к гибридизации основ течений Риветхед (Rivethead), Кибер (Cyber), Готика (Gothic). В основе своей, в культуре Дарк-кибер, преобладают течения риветхед и кибер-гот, однако, не исключены и вариации, позаимствованные из культуры готики. На рубеже 90-х годов и далее, у дарк-кибер проявляются характерные черты, относящиеся к форме одежды и атрибутике, так как, представители субкультуры отходят от стандартов кибергот и остальных стилей, формируя свое течение. Полноценное формирование культурного пласта можно отнести к рубежу 1990—2000 годов, как следствие экспериментов в культурах риветхед, футуризм, кибер и готики. Однако, представители субкультуры значительно упростили основы, сформировав собственную идеологию.

## Идеология
Идеологическое формирование дарк-кибер (дарк-кибергот) складывается на основах постапокалиптического (постапокалипсис)существования, и развития кибернетических технологий в рамках мира, испепеленного глобальной катастрофой, либо эпидемией.
- Саморазвитие кибернетического организма в критических условиях техногенного коллапса.
- Дарк-киберготы отклоняют пристрастия к ярким образам кибер-готов, указавая на тяжелую адаптацию кибер-организмов в рамках ужасов мира, охваченного войной, агрессивного и пустынного.

Именно Адаптация к условиям, Мимикрия, Автономность и Выживание — закладываются в Основы идеологии дарк-кибер. Основными критериями развития четко становятся:
Идеология неизбежности и мира, погрязшего во мрак катастрофы, но романтизм Возрождения из пепла, остаются рудиментарной частью Готики. Именно, в силу готической части идеологии, дарк-кибер старательно собирают интересующие их факты, информацию, образование, стараясь отдать предпочтение быть Посредником и Проводником между субкультурами, нежели Изгоями и Одиночками.
- Сторонники произведений научной — фантастики, и постапокалиптики, как в литературе, так и в кино. Однако, присутвует литература исторического, научо- популярного и романтического жанров, что позволило дарк-кибергот максимально углубиться в философские корни и темную романтику.

Они прекрасно комбинируют все основные идейные платформы для формирования собственного течения — эволюции кибернетических организмов, в рамках постапокалипсиса, либо, абсолютного техногенного социума.

## Эстетика
- Как правило — сторонние наблюдатели и «собиратели».
- Интересуются кибернетическими технологиями и научным прогрессом.
- Склонны к пирсингу, бодимодификациям и татуировке (некоторые занимаются индустриальным туризмом).
- Стараются держатся в курсе глобальных событий но, не вмешиваться в мероприятия и акции.
- Являясь посредниками многих субкультур, стараются посещать чужие мероприятия, отдых и клубы.
- Им не свойственен элитизм, в отличие от риветхедов, однако, может быть свойственен в полной мере милитаризм.
- Посещают мероприятия индустриального характера, клубного. Встречаются на фестивалях с соответствующей тематикой.
- Основные направления развития — Понимание Сути вещей, Трансгуманизм и Автономность.
- Зачастую являются приглашенными со стороны Индастриал, Ривет, Готик и Кибер — субкультур.
- Сохраняют нейтралитет в отношении к остальным субкультурам, оставаясь в тени, либо находится под маской кибер-культуры, нисколько не навязывая свое мнение.
- Тяготеют к художественным произведениям, описывающим мир стиля постапокалиптики, романтизм, в плане арт — сторонники Dark art, Darkwave, Horror, Surrealism, Industrial.

## Музыка
Основоположники дарк-кибергот — Midnight Configuration, Athamay, Narcissus Pool, которых, как правило, определяют прародителями культуры кибер-готов в целом как музыкального движения. Однако, склонность дарк-кибергот к более тяжелым направлениям музыки, такие как hard trance, dark electro, dark ambient,techno, Драм-н-бейс (в частности techstep) заметно отклоняют их от общего течения кибергот, но оставляя в рамках полноценной субкультуры кибергот. Музыкальное предпочтение становится ещё шире, благодаря вливаниям музыкальных стилей со стороны новаторов, подобных, Apoptose, Aphex Twin, Northaunt, Tiermes и коммуникабельности самой идеологии дарк-кибергот, по отношению к стилям содружественных субкультур. Не чужды и такие стили, как EBM, Darkwave, Aggro-industrial (wumpscut: и прочие), Power-Electronics, Death Industrial, что сильно приближает их к субкультуре риветхед. Учитывая способности к адаптации четких разделений в пристрастия дарк-кибергот провести невозможно.

## Внешний вид
Среди дарк-кибергот можно встретить увлечение аксессуарами, заимствованными из дружественных субкультур — сварочные очки (гоглы), противогазы, респираторы, компьютерные детали, латекс, фольгированные материалы и винил, милитари. Обувь предпочитается милитари, но не чужда и фетиш-мода, готическая мода, высокая обувь с толстой подошвой (платформа)и большим количеством застежек, армированная обувь, созданная на заказ. Особые черты дарк-кибергот:
- Внешность дарк-кибергот несет на себе отпечаток постапокалиптического мира, созданные девайсы сознательно «старятся» (ржавление металла, коррозия, тряпочная обмотка, грубые материалы, оплетки, брезенты, пластики) неся на себе следы активного использования (в отличие от «элитарного порядка» риветхед и «киберенетической новизны» кибер-готов).
- В отличие от остальных индустриальных субкультур, только субкультура дарк-кибергот адаптирует в одежде, аксессуарах и внешности предметы животного происхождения, в частности: кожу, мех (не исключается искусственный), обработанные кости животных для создания неповторимости и «дикости» самого девайса.

Умельцы, работая вручную, создают девайсы, искусно комбинируя материалы животного происхождения. с индустриальными материалами, используя подсветку диодами и прочими светоматериалами.
- Характерная, но редкая, черта для данной субкультуры — вейл (просторный балахон-хламида, для сокрытия внешнего вида от посторонних) и маска киборга-животного, скрывающая лицо полностью.

Так же, используется примитивная покраска и маркировка, как правило, относящаяся не столько к индустриальной культуре, сколько к первобытным, анимистическим духовным течениям. Общепринятую символику (знаки радиоактивности, биологической и химической опасности) дарк-кибергот стараются не применять, используя свою собственную символику, подобную символическим гибридам механики и биологии. Прически сильно варьируются, от ирокезов до кибер-локов, в зависимости от цели и группы.
- Однако, основная идеология трактует неброскость цвета у лиц мужского пола и, яркий окрас у лиц женского пола. Не исключается имитация животного окраса, и часто флуоресцентными цветами, называемыми ещё сигнальный цвет. Возможны плетения с проводами и остальной атрибутикой.
- Макияж, как правило,- яркий, неординарный, хищно-агрессивный с большим объёмом ярких цветов, не исключена символика и маркировка. Часто применяются цветные контактные линзы, как стандартные, так и склеральные.
- Как правило, дарк-кибер предпочитая мимикрию, редко преображаются в свой реальный внешний вид, только в исключительных случаях. Чаще всего, дарк-кибер стилизуют свой внешний вид в зависимости от обстановки, охватывая спектр от риветхед и кибер-гот, до гот и индастриал.

В полном обличии, дарк-кибергот представляют собой подобие киборга-хищника, включившего в свой организм добытые трофеи. Не исключаются вариации внешности, подобия урбанистического шамана.
Однако, основные девайсы не мешают повседневной жизнедеятельности, нежели у кибер-готов, поскольку, как правило, вполне применимы, даже, в индустриальном туризме. Созданные девайсы заведомо ориентированы на Выживание и Адаптацию. Стараются создать ощущение Саморазвития кибер-организма особой веткой эволюции.

## Политические взгляды
Как правило, основная масса дарк-кибергот аполитична, что является результатом взгляда на суть вещей в постапокалиптическом мире. Многие дарк-кибергот пассивны в плане политических режимов. Религиозные взгляды больше похожи на техногенное язычество и шаманизм (не утверждение о всей субкультуре). Навязывания мнений, относительно религий и прочего, среди представителей дарк-кибергот официально отмечено не было. Религиозные мнения, как правило, остаются при себе и, не обсуждаются, равно как и их навязывание. Существуют агностики. В плане организованности, — основная масса Одиночки, но вполне образовывают закрытые группы и кланы, копируя групповое поведение из примеров животного мира. Используя мимикрию и коммуникабельность, легко сочетаются с родственными субкультурами.

## Субкультура сегодня
В данное время, субкультура считается практически утраченной, либо, растворенной в родственных индустриальных и готических субкультурах. Упоминания о дарк-кибергот субкультуре, как о полноценном интеллектуальном пласте, обрывочны и малочисленны. Понимание субкультуры дарк-кибергот напрямую зависит от понимания родственных индустриальных субкультур.
Культуры, основанные на индустриальном прогрессе общества, кибернетике и технологиях. Основные:
- Кибер-готы
- Риветхед
- Индастриал
- Диггер

Культуры, вошедшие в основу, но не относящиеся к индустриальным субкультурам:
- Готика
- Романтизм